# 智克威得2019冠状病毒病疫苗
ZF2001（商品名：智克威得、RBD-Dimer）是一款基于重组刺突蛋白（CHO细胞）技术的2019冠状病毒病疫苗，由安徽智飞龙科马生物制药、中国科学院微生物研究所联合研发。截至2020年12月，疫苗已在中国大陆、厄瓜多尔、马来西亚、巴基斯坦和乌兹别克斯坦招募29,000名参与者开展三期临床试验。疫苗采用重组DNA技术，以冠状病毒刺突糖蛋白（S蛋白）的受体结合区（RBD）作为抗原，再辅以氢氧化铝佐剂研制而成，是全球首款获批临床使用的重组亚单位蛋白COVID-19疫苗。该疫苗采用三针接种程序，第1剂次和第2剂次间隔4–8周，第2剂次和第3剂次间隔至少4周，第3剂次需在第1剂次接种后6个月内完成。
ZF2001最先在乌兹别克斯坦获批准紧急授权使用，其后获准在中国大陆紧急授权使用。在《柳叶刀》杂志上公布的二期临床试验结果显示中和抗体的血清转化率为92%至97%。该款疫苗预计每年的生产能力为10亿剂。
2021年8月27日，智飞生物披露该疫苗三期临床试验结果显示该疫苗的保护率为81.76%，对重症及以上的保护效力为100%，对Alpha变异株的保护效力为92.93%，对Delta变异株的保护效力为77.54%，疫苗安全性良好。

## 疫苗简介
根据《细胞》杂志描述，冠状病毒受体结合结构域（RBD）是冠状病毒的疫苗靶标，但受到有限的免疫原性的限制，而MERS抗原的二聚体形式提供了更好的保护。引发较高免疫反应的MERS抗原则使用与ZF2001相同的策略制作。
亚单位疫苗不是注射完整的病毒，而是包含经过特殊选择以刺激免疫反应的病毒颗粒。由于这些碎片无法引起疾病，因此亚单位疫苗被认为非常安全。广泛使用的亚单位疫苗包括乙型肝炎疫苗和百日咳疫苗。但是，由于疫苗中仅包含少数病毒成分，并未显示出病毒的完全复杂性，因此其功效可能会受到限制。亚单位疫苗与佐剂一起提供，可能需要加强剂量。中国科学院微生物研究所表示，重组蛋白亚单位疫苗具有产量高、安全性高、易于存储和运输等优势，是预防和阻断疾病传播的重要选择之一。
根据行业专家的说法，亚单位疫苗的生产是稳定可靠的，并且更容易实现国内外的大规模工业生产。但有人指出，第二次和第三次接种疫苗可能会使人们非常不便。

## 研发历史

### 初期研发及一、二期临床试验
2020年1月29日，重庆智飞生物全资子公司安徽智飞龙科马生物制药与中国科学院微生物研究所签订《合作意向框架协议》，双方联合研发重组亚单位新冠疫苗。该项目被纳入中华人民共和国国家应急专项-重点研发计划“公共安全风险防控与应急技术装备”重点专项项目。
2020年6月19日，该疫苗获得中国国家药品监督管理局药物临床试验批件，一期临床试验分别在重庆医科大学第二附属医院和首都医科大学附属北京朝阳医院开展。此次试验为双盲、随机及安慰剂平行对照试验，共有50位年龄在18-59岁的受试者参与低剂量、高剂量和安慰剂组的研究。
2020年7月，疫苗在湖南湘潭开始进行双盲、随机及安慰剂平行对照的二期临床试验，共有900位年龄在18-59岁的受试者参与，分为低剂量、高剂量和安慰剂组。同年8月，针对60岁以上的临床试验启动，共有50位60岁以上的受试者参与。
根据《柳叶刀》杂志发布的第二阶段结果，在接种两剂次疫苗后，第二次接种后中和抗体的血清转化率在25μg组中为76%，在50μg组中为72%。在接种三剂次疫苗后，第二次中和抗体的血清转换率在25μg组中为97%，在50μg组中为93%。抗体的几何平均滴度（GMT）达到102.5，超过89份康复病人血清中和抗体水平。此外，疫苗能产生适度和平衡的Th1/Th2细胞免疫应答。在不良反应方面，大多数入组者没有观察到不良反应或者为轻度或中度的不良反应，是红肿、注射部位疼痛、瘙痒等，为重组蛋白疫苗接种后常见反应。没有疫苗相关的严重不良事件发生。

### 三期临床试验
2020年12月12日，智飞生物开始招募29000名受试者进行随机、双盲、安慰剂对照的三期临床试验，其中包括750名18-59岁、250名60岁以上的中国受试者，21000名18-59岁、7,000名60岁以上的境外受试者。同月，马来西亚MyEG宣布将进行三期临床试验。一旦试验成功，MyEG将成为ZF2001在马来西亚的唯一分销商，为期三年。乌兹别克斯坦则开始进行为期一年的三期临床试验，其中有5000名18至59岁的受试者。厄瓜多尔卫生部长胡安·卡洛斯·泽瓦洛斯宣布，在当地进行的三期临床试验将涉及5,000至8,000名志愿者。
2021年2月，巴基斯坦药品监督管理局批准在拉合尔健康科学大学、国防医院和阿哈汗医院进行的三期临床试验，约有10,000名受试者参加。印度尼西亚亦讨论开始进行三期临床试验。
2021年8月27日，智飞生物发布对Ⅲ期临床试验关键性数据的提示公告，表示该疫苗的保护率为81.76%，对2019冠状病毒病的重症及以上病例、死亡病例的保护效力均为100%。对Alpha变异株的保护效力为92.93%，对Delta变异株的保护效力为77.54%。在符合该临床试验方案的人群中具有很好的安全性和防病效果。 

### 对变种病毒的研究
2021年2月，实验室对BBIBP-CorV和ZF2001接种者的12份血清样品进行研究，研究人员发现疫苗接种者血清对南非出现的冠状病毒新变种（501Y.V2）的中和效果稍有下降，但是依然保留大部分中和活性，提示该疫苗对该新变种有保护效果。

## 生产与供应
该公司的疫苗生产设施已于2020年9月投入使用。2021年1月，智飞龙科马公司负责人表示，该疫苗的年生产能力将达10亿剂。
2021年3月1日，ZF2001在乌兹别克斯坦获准在乌境内紧急使用和销售许可。获批后，乌兹别克斯坦共接收100万剂疫苗，并计划于4月5日开始大规模疫苗接种。
2021年3月15日，ZF2001在中国大陆获准紧急使用。从2021年4月起，浙江、重慶、湖北武漢及宜昌、江蘇、山東青島等多個地方开始提供該款疫苗的接种。
2021年4月16日，BBC报道，巴查查兰大学医学院研发小组使用ZF2001在印尼万隆和雅加达进行第三期临床试验。
2022年12月14日，该疫苗成为中国大陆已接种3剂灭活疫苗满6个月人员的第二剂次加强免疫接种选项之一。